# Изобильный
Изоби́льный — город, административный центр Изобильненского района (городского округа) Ставропольского края Российской Федерации.

## География
Расстояние до краевого центра: 42 км.
Высота над уровнем моря: 184 м.
Расположен на окраинной части Ставропольской возвышенности.

## История

Здание районной администрации

Начало Изобильному положила железнодорожная станция, построенная в 1895 году на железнодорожной ветке Ставрополь — Кавказская.
Первое название — посёлок (хутор) Изобильно-Тищенский. Разрастался посёлок за счёт переселенцев из центральных губерний России: Воронежской, Тульской, Рязанской и других. 20 хлебных ссыпок, рядом — купеческие дома, и 30-40 землянок батраков — так выглядел посёлок в первые годы своего существования. Здесь сосредоточилось несколько хозяйств, которые занимались закупкой и промышленной переработкой продуктов сельского хозяйства. Наибольшее развитие получили мукомольное и маслобойное производство.
В начале 1920 года Ставропольский уездный ревком переименовал посёлок в село Изобильно-Тищенское.
В 1929 году село стало районным центром Северо-Кавказского края.
В 1935 году Изобильно-Тищенское было переименовано в Изобильное. Оно благоустраивалось, озеленялось, появлялись новые улицы.
С 3 августа 1942 года по 22 января 1943 года село оккупировано немецкими войсками.
9 октября 1965 года Указом Президиума Верховного Совета РСФСР село Изобильное преобразовано в город районного подчинения Изобильный.
В 1973 году утверждён герб города. Автор — Б. И. Беспалов.
C 2004 года и до мая 2017 года город образовывал упразднённое городское поселение город Изобильный.

## Население
| 1925    | 1939    | 1959    | 1967    | 1970    | 1979    | 1989    | 1992    | 1996    | 1998    | 2000    | 2001    |
| ------- | ------- | ------- | ------- | ------- | ------- | ------- | ------- | ------- | ------- | ------- | ------- |
| 1589    | ↗6659   | ↗11 130 | ↗17 000 | ↗23 210 | ↗29 171 | ↗32 905 | ↗33 600 | ↗37 100 | ↗38 200 | ↘38 100 | ↘37 900 |
| 2002    | 2003    | 2005    | 2006    | 2007    | 2008    | 2009    | 2010    | 2011    | 2012    | 2013    | 2014    |
| ↗38 926 | ↘38 900 | →38 900 | ↘38 800 | ↘38 500 | ↗38 800 | ↘38 672 | ↗40 555 | ↘40 527 | ↘40 029 | ↘39 387 | ↘39 022 |
| 2015    | 2016    | 2017    | 2018    | 2019    | 2020    | 2021    | 2023    | 2024    | 2025    |         |         |
| ↘38 551 | ↘38 409 | ↘38 263 | ↘38 100 | ↘37 868 | ↘37 841 | ↗38 614 | ↘38 177 | ↘37 772 | ↘37 450 |         |         |

На 1 января 2025 года по численности населения город находился на 399-м месте из 1124 городов Российской Федерации.
Национальный состав
По итогам переписи населения 2010 года проживали следующие национальности (национальности менее 1 %, см. в сноске к строке «Другие»):
| Национальность | Численность | Процент |
| -------------- | ----------- | ------- |
| Русские        | 36 955      | 91,12   |
| Армяне         | 1191        | 2,94    |
| Цыгане         | 659         | 1,62    |
| Украинцы       | 502         | 1,24    |
| Другие         | 1248        | 3,08    |
| Итого          | 40 555      | 100,00  |

## Экономика
Промышленность
- Пищевая промышленность: элеватор, мясокомбинат «Прасол Ставрополья», пищекомбинат
- Птицекомбинат. Упоминается в 1947 году[42]
- Предприятие «Ставропольсахар». Открыто 28 декабря 1968 года[43]. Единственный переработчик сахарной свёклы в крае[44]
- Завод «Атлант». Открыт 24 декабря 1966 года как филиал № 3 Ставропольского трансформаторного завода[45]
- Предприятие «Пищевик Изобильненский»
- Опытно-механический завод[46]
- Хлебозавод «Изобильненский хлебопродукт». Производитель муки, кондитерских изделий, макаронных изделий, хлебобулочных изделий и хлеба

Торговля и сфера услуг
Наиболее крупные организации: торговый комплекс; два торговых центра; два рынка; несколько супермаркетов, торгующих смешанными товарами; салоны сотовой связи; сетевые магазины, включая: «Магнит», «Пятёрочка», «Связной», «Цифроград» и др.
В городе есть организации бытового обслуживания населения (салоны красоты, ателье, мастерские по ремонту изделий, станции технического обслуживания и т. д.) и общественного питания (столовые, закусочные, кафе, рестораны).
Гостевые услуги предоставляют гостиницы «Гранд-Отель», «Кедр» и др.

## Транспорт
Автомобильный транспорт
Через город проходит региональная трасса «Ставрополь — Изобильный — Новоалександровск — Красногвардейское».
Городской транспорт
В городе действуют маршрутные автобусы № 1, № 3, № 5, № 6, № 7, № 8; они охватывают все микрорайоны города. До 2013 г. в городе также действовали маршруты № 2, № 4, № 9, № 10, № 11, № 12. Маршруты № 9, № 11 и № 12 были преобразованы, соответственно, в маршруты № 109, № 110 и № 108, де-факто эти маршруты до сих пор являются городскими.
Пассажирские перевозки осуществляют более четырёх служб такси.
Междугородний транспорт
В городе расположен ОАО «Изобильненский автовокзал». Ходят рейсы во все населённые пункты района, а также в Ставрополь. Из Ставрополя в автовокзал г. Изобильного заезжают автобусы, идущие в Краснодар, Сочи, Москву и т. д.
Железнодорожный транспорт
В городе расположена железнодорожная станция Изобильная на линии «Кавказская» — «Палагиада». Через Изобильный проходят маршруты поездов в Москву (скорый поезд № 77/78, Ставрополь—Москва—Ставрополь), Санкт-Петербург, Воркуту, Архангельск, Новороссийск, Адлер (пассажирский поезд № 647/648, Ставрополь—Адлер—Ставрополь)
Воздушный транспорт
Международный Аэропорт Ставрополь находится в непосредственной близости от Изобильного (50 км). Выполняются рейсы в Москву, а также в Ереван, Стамбул, Анталию, Ларнаку и другие города Европы.
Трубопроводный
Изобильный — начальный пункт газопровода «Голубой поток», построенного для транспортировки природного газа из России в Турцию.

## Здравоохранение
- Изобильненская ЦРБ
- Районная поликлиника
- Хозрасчётная поликлиника
- Женская консультация
- Межрайонный диагностический центр
- Краевой медицинский центр мобрезервов «Резерв» — Склад № 8[49]
- Изобильненский психоневрологический диспансер
- Городская поликлиника № 1
- Городская поликлиника № 2
- Центр гигиены и эпидемиологии
- Санэпидстанция
- Диагностическая лаборатория «БиоТест»
- Диагностическая лаборатория «Центр здоровья»

## Образование
Дошкольное образование
- Детский сад № 1[50]
- Детский сад № 2[51]
- Детский сад № 9[52]
- Детский сад № 10[53]
- Детский сад № 12[54]
- Детский сад № 13[55]
- Детский сад № 14[56]
- Детский сад компенсирующего вида № 15 «Ласточка»[57]
- Детский сад № 17[58]
- Детский сад № 18[59]
- Детский сад № 24[60]

Общеобразовательные школы и гимназии
- Средняя общеобразовательная школа № 1. Открыта 19 декабря 1898 года[43]
- Средняя общеобразовательная школа № 2[61].
- Средняя общеобразовательная школа № 3[62].
- Средняя общеобразовательная школа № 7[63]
- Средняя общеобразовательная школа № 18[64]
- Средняя общеобразовательная школа № 19[65].
- Начальная общеобразовательная школа № 23. (Не действует)

Дополнительное образование
- Изобильненская ДЮСШ[66]
- Изобильненская ДХШ[67]
- Изобильненская детская школа искусств № 1[68]. Открыта 1 августа 1965 года[69]
- Изобильненская детская школа искусств № 2[70]
- Центр внешкольной работы[71]
- Центр детского технического творчества[72]

Коррекционные школы
- Специальная (коррекционная) общеобразовательная школа-интернат № 19 VIII вида[73]

Колледжи и техникумы
- Техникум современных технологий
- филиал Института Дружбы Народов Кавказа
- Центр образования

## Культура и отдых
Сеть учреждений культуры города включает: районный Дом культуры, Дворец культуры и спорта «Олимп», Музей истории Изобильненского района (открыт 23 февраля 1979 года), 2 кинотеатра (киноконцертный зал «Факел», 3D-кинотеатр «Родина»), 5 библиотек (Центральная районная библиотека, Детская районная библиотека, 3 библиотеки-филиала).
Зоной отдыха горожан являются: Парк Победы (открыт 1 мая 1936 года); сквер, заложенный в честь 80-летия комсомола; сквер, заложенный в честь 80-летия Изобильненского района; отреставрированный в 2018 году бульвар Семыкина (назван в честь Тимофея Ивановича Семыкина — первого председателя Изобильно-Тищенского сельсовета).
В 2015 году между Изобильным и посёлком Новоизобильным проложена первая в Ставропольском крае междугородняя велосипедная дорожка длиной 3 км 100 м.

## Средства массовой информации
В Изобильном выходят информационные газеты «Наше время», «Изобильненский муниципальный вестник», а также есть крупная информационно познавательная и развлекательная площадка в соц сетях «izobil26» Архивная копия от 9 декабря 2021 на Wayback Machine. В городе обеспечивается вещание некоторых общероссийских радиостанций («Дорожное радио», «Маруся FM», «Радио Вера» / «Град Креста», «Новое радио», «Хит FM», «Радио Дача» / Изобильный FM и «Европа Плюс»); транслируются федеральные телеканалы.

## Спорт
Футбольные команды города: «Сахарник» (чемпион Ставропольского края 1999 года), «Сигнал» (обладатель кубка Ставропольского края 2008 года), «Райгаз 2009», «Факел», «Агромаркет». На сегодняшний день только один клуб (ФК «Сигнал») играет в Чемпионате Ставропольского края, все остальные футбольные команды играют в Открытом первенстве Изобильненского района.
На территории города находится ряд спортивных сооружений, среди которых: спорткомплекс «Юность» и несколько стадионов («Сигнал», «Сахарник», стадион гимназии № 19, стадион школы № 23).

## Религия
Русская православная церковь
- Изобильненское Благочиние. Образовано 20 мая 1993 года
- Храм Святителя Николая чудотворца
- Спасо-Преображенский Собор
- Храм Святого Василия Великого

Евангельская церковь
- Церковь Евангельских христиан

## Кладбища
В границах города расположены два общественных кладбища — открытое, площадью 245 040 м², и закрытое, площадью 39 994 м².

## Люди, связанные с городом
- Афанасов Василий Иванович (1950) — председатель СПК «Рассвет», заслуженный работник сельского хозяйства РФ, Почётный гражданин Изобильненского городского округа, Герой труда Ставрополья[69]
- Верескун Анна Филипповна (1922) — участница Великой Отечественной войны 1941—1945 гг., награждена орденами Отечественной войны II степени и Красной Звезды[82]
- Плюснин Пётр Кузьмич (1918—2003) — участник Великой Отечественной войны 1941—1945 гг, награждён тремя орденами Красной Звезды, орденом Отечественной войны II степени[83]
- Титенко, Андрей Лаврентьевич (1918—2022) — Герой Советского Союза. С 1954 года жил в Изобильном. В честь него в городе названы переулок и Дом юнармии.
- Варлаам (Пономарёв) архиерей Русской Православной Церкви, Архиепископ Махачкалинский и Грозненский

## Памятники
- Братская могила советских воинов, погибших в борьбе с фашистами. 1942—1943, 1957 гг.[84].
- Братская могила воинов Советской Армии погибших при освобождении села Изобильного от немецких оккупантов 21 января 1943 года[85]. Этот памятник (Вечный огонь) также стоит на захоронении красноармейцев, расстрелянных шкуровцами в 1918 г. Данные выбиты на памятной табличке памятника.
- Памятник-камень комсомольцам-партизанам И. Иванову и Г. Дулину[86]
- Памятник В. И. Ленину. 1985 год[87] До 1986 года этот памятник стоял перед ДК г. Изобильного.
- Памятник Герою Советского Союза А. В. Грязнову. 1986 год[88]. До 1986 года этот памятник был установлен перед кинотеатром Родина, ныне на его месте ТЦ Парус.
- Памятник генералу Л. М. Доватору. 1998 год. Скульптор Н. Ф. Санжаров[89][90].
- Танк ИС-3 — памятник освобождению Изобильного от немецко-фашистских захватчиков в 1943 году. Установлен в Парке Победы в 1984 году[91]